# Pararrhaptica subsenescens
Pararrhaptica subsenescens là một loài bướm đêm thuộc họ Tortricidae. Nó là loài đặc hữu của Molokai và Hawaii.